# Копривна пеперуда
Копривната пеперуда (Aglais urticae) е вид пеперуда, срещаща се и в България.

## Описание
Крилете са с размери 4,4–5 cm при мъжките и 6,2 cm при женските. Пеперудата е оранжева отгоре с черни петна и три големи петна по предния ръб.
- Aglais urticae
- Aglais urticae

## Начин на живот и хранене
Предпочита местообитания с ливадна растителност. Основно хранително растение е копривата (Urtica dioca).

## Размножаване
Пеперудата от първо поколение се появява през юни. Женската снася яйцата си по листата на копривата. Излюпените гъсеници се хранят заедно, като огризват листата. При дразнене дори само на една гъсеница, всички реагират с повдигане на предната половина на тялото и рязко се клатят ту в една, ту в друга посока. Когато поотраснат, те губят тази си способност. Израсналите гъсеници са черни, с надлъжни жълти ивици и шипчета по тялото.
Какавидирането става върху листата и стеблото на копривата, по камъни и други предмети. Какавидите са сивокафяви със златисти петна и множество шипчета по тях. Те се прикрепват с върха на коремчето си и висят надолу с главата.
Второто поколение се появява през юли. Тяхното развитие протича за по-кратко време. Имагото от това поколение зимува и на следната година се появява при първите пролетни затопляния. 